# Sallach (Geiselhöring)
Sallach ist ein Kirchdorf und ein Ortsteil der Stadt Geiselhöring im niederbayerischen Landkreis Straubing-Bogen.
Der Ort liegt im Tal der Kleinen Laber auf etwa 358 m ü. NHN rund drei Kilometer südwestlich von Geiselhöring an der Kreisstraße SR 52.

## Geschichte
Älteste Funde einer menschlichen Siedlung stammen aus der jüngeren Steinzeit (4000–2000 v. Chr.). Aus der Urnengräberbronzezeit (ca. 2000 v. Chr.) stammt eine am Sportplatz gefundene Wohngrube mit Scherben und Hüttenlehmresten. Die Latènezeit oder Keltenzeit (ca. 550 v. Chr.) hinterließ neben zahlreichen Funden im Dorf und Umgebung zwei Viereckschanzen nordöstlich von Sallach, von denen eine ihres Aufbaues wegen ein keltisches Gauheiligtum gewesen zu sein scheint. Nach Abzug der Römer geschah um 500 bis 525 die Einwanderung der Bajuwaren, einem aus Böhmen stammenden Bauernvolk. Bei der Lohmühle fanden sich bajuwarische Reihengräber mit reichhaltigen Beigaben aus Gebrauchs- und Schmuckgegenständen sowie zahlreichen Waffen.
Salath (Sallach) hatte seinen Namen aber aus vorrömischer Zeit und leitet sich aus Salath (=Weidengehölz) oder Salland (=Herrenland) ab. Die älteste urkundliche Erwähnung findet Sallach im Jahr 1010 (Originalauszug):
„Als im Jahre 1010, am 17. April, die 1002 abgebrannte Kirche zu Obermünster neu eingeweiht wurde, gab König Heinrich der Heilige den Befehl zum Seelenheil seines Vorgängers Kaiser Otto, und zu seinem und seiner Gattin Kunigunde Seelenheil diese königliche Hofmark Salath, gelegen in der Grafschaft Ruotperts in Duonochgowe (Donaugau), dem Kloster zurückzuerstatten...“
Am 30. April 1028 ordnete Kaiser Konrad die Rückgabe der königlichen Hofmark Salath an das Kloster Obermünster an, nachdem es erst von einem Karolinger, Ludwig dem Frommen, an dieses übergeben wurde, später jedoch in der Zeit der Ungarneinfälle von Arnulf dem Bösen diesem wieder entrissen wurde.
Im Zuge der Gebietsreform in Bayern ergaben sich für Sallach mehrere Veränderungen. Die eigenständige Gemeinde, bestehend aus den Ortsteilen Sallach, Gallhofen, Haagmühl, Lohmühle, Obergallhofen und Weingarten, kam wegen der Auflösung des Landkreises Mallersdorf ab 1. Juli 1972 zum neu geschaffenen Landkreis Straubing-Bogen. Die Eingemeindung in die Stadt Geiselhöring erfolgte zum 1. Mai 1978.

## Bauwerke

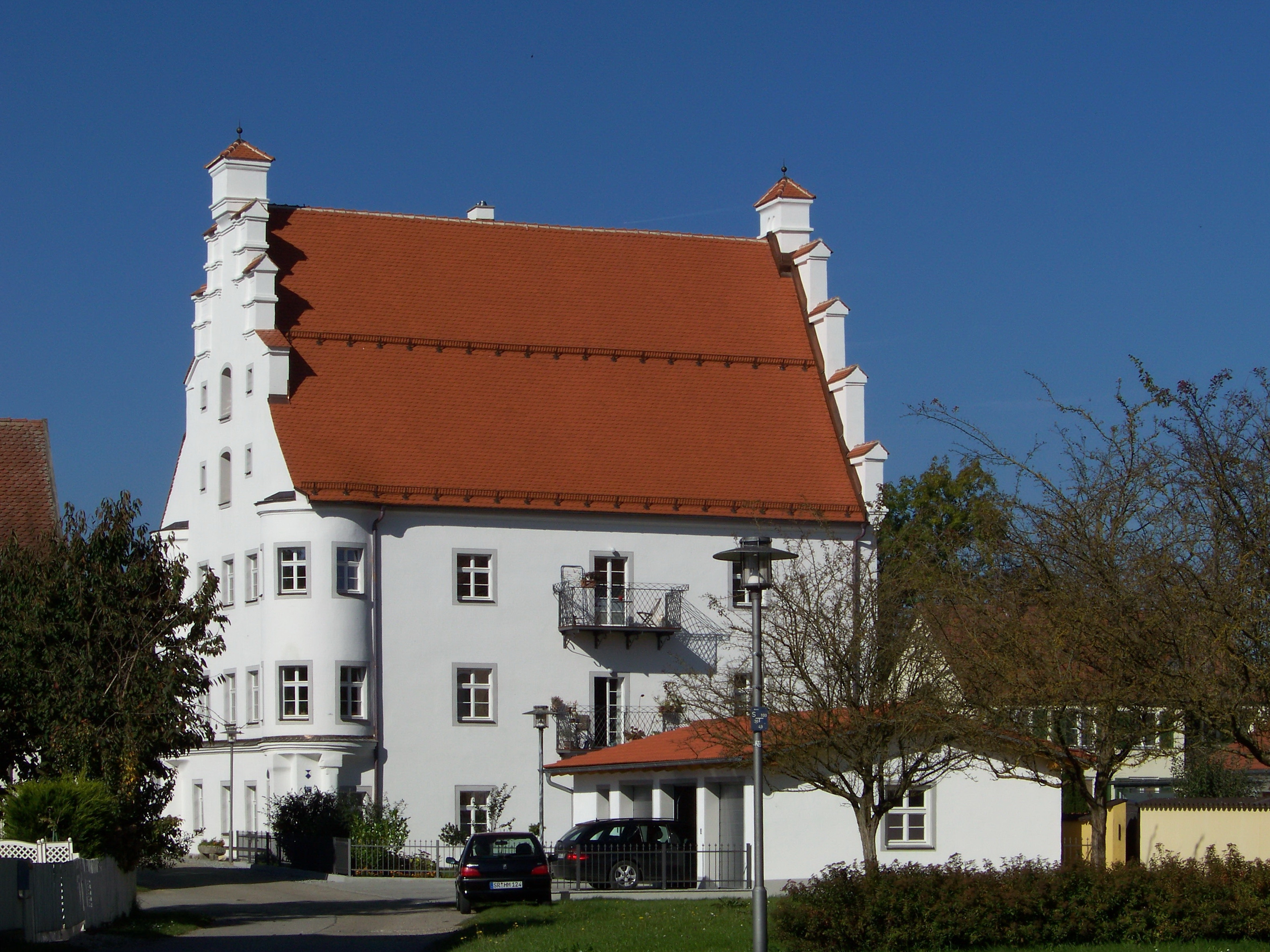
Schloss Sallach

In Sallach befindet sich Schloss Sallach und sechs weitere unter Denkmalschutz stehende Bauwerke.
Siehe auch: Liste der Baudenkmäler in Geiselhöring

## Verkehr
Am südlichen Ortsrand hat die Bahnstrecke Neufahrn–Radldorf den Bedarfshaltepunkt Sallach, der von der Gäubodenbahn bedient wird.

## Vereine
- Freiwillige Feuerwehr Sallach
- Frauenbund Sallach
- Krieger- und Soldatenverein Sallach
- KLJB Sallach
- OGV (Obst- und Gartenbauverein) Sallach
- SV Sallach
- Eishockey-Club Sallach
- Fischerfreunde Sallach
- Schloß-Schützen SV Sallach
- Blaue Gartenzwerge e.V